# Yijinjing

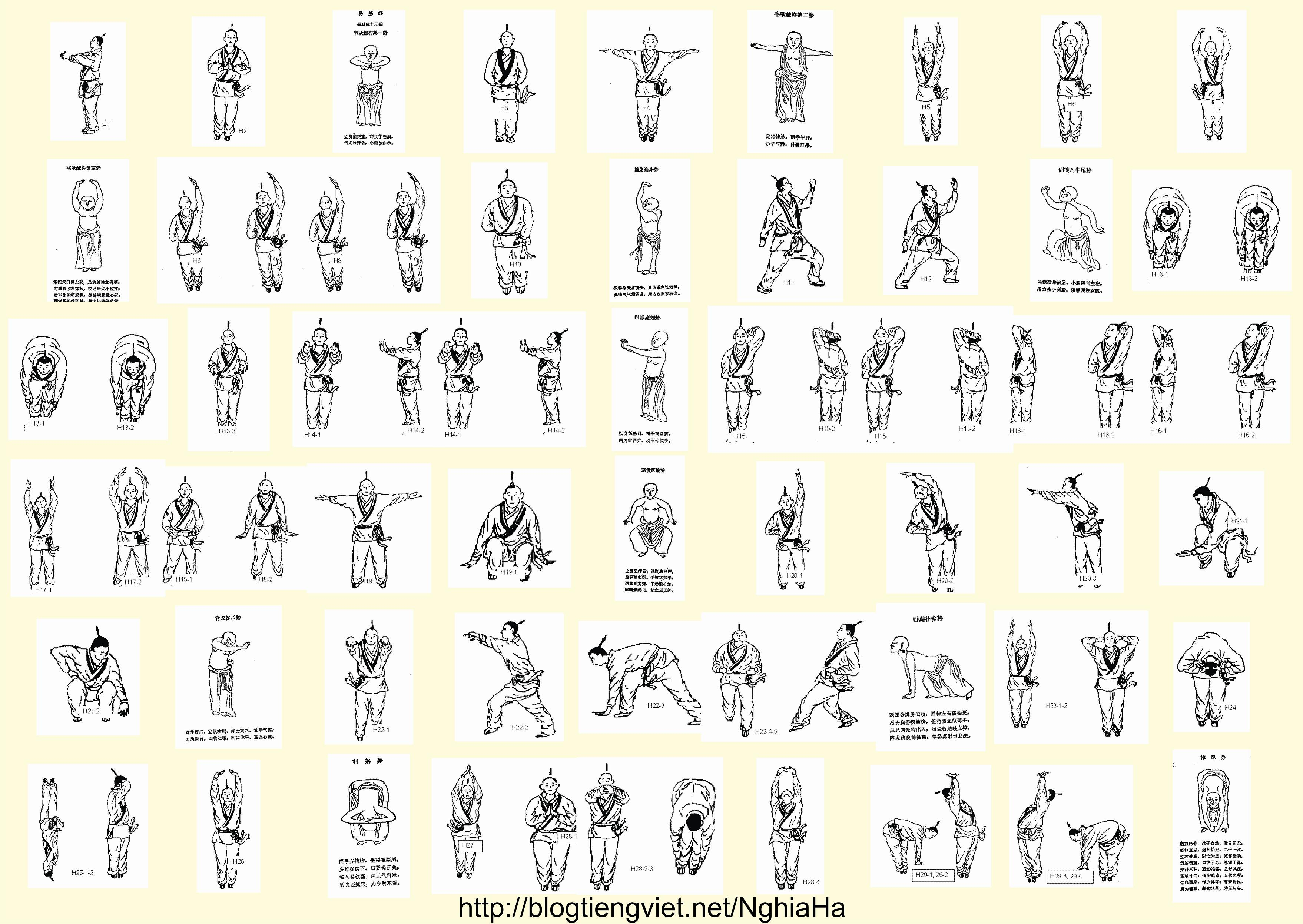
Yì Jīn Jīng acts

Yijinjing (易筋经; in Wade-Giles I Chin Ching; traducibile come Classico del Cambiamento dei Tendini o dei Muscoli) è un termine delle arti marziali cinesi con cui viene indicato un manuale di esercizi di Qigong e l'insieme degli esercizi salutistici stessi descritti in quel testo.

## Storia
Sull'origine dell'Yijinjing vengono tramandate molte storie. Quella più diffusa ne attribuisce la compilazione a Bodhidharma e ne fa un elemento basilare per la formazione dello Shaolinquan. Secondo questa leggenda Bodhidharma arrivò nel Tempio Shaolin e trovò i monaci in cattive condizioni di salute e di forma, perciò insegnò un sistema di esercizi detti Yijinjing per ovviare a queste condizioni. In seguito egli consegnò al suo successore Huìkě due testi: l'Yijinjing ed il Xisuijing (洗髓经, classico del lavaggio del midollo). Dei due solo il primo è giunto fino ai giorni nostri. 
Questa tradizione è ritenuta inattendibile da numerosi storici delle arti marziali cinesi, come Tang Hao, Xu Zhen e Matsuda Ryuchi. Questi storici hanno analizzato l'Yijinjing e basano la loro convinzione sulle incongruenze che compaiono nelle due introduzioni al testo, una attribuita a Li Jing, un generale dell'epoca della dinastia Tang, che l'avrebbe scritta nel 628, l'altra attribuita a Niu Gao, un generale dell'epoca della dinastia Song. Esattamente è l'introduzione di “Li Jing” che racconta che Bodhidharma ha fondato lo Shaolinquan e che riferisce che ciò accadeva il decimo anno del periodo Taihe dell'imperatore Xiaoming degli Wei del nord.
In realtà il periodo Taihe è quello dell'imperatore Xiaowen e nel decimo anno di quel periodo (487) secondo le ricostruzioni storiche il Tempio Shaolin non esisteva e sarebbe stato edificato ben 10 anni dopo.
Secondo Matsuda Ryuchi si può testimoniare sicuramente dell'esistenza dell'Yijinjing solo a partire dal 1827. 
Matsuda spiega anche che non si trovano testi sullo Shaolinquan antecedenti al 1900 che attribuiscano questi esercizi a Bodhidharma.
Lin Boyuan attribuisce l'Yijinjing al prete Taoista Zining nel 1624.
Per alcuni l'Yijinjing sarebbe il risultato di una sintesi di due altri famosi esercizi di Qigong, il Shiba Luohan Shou ed il Baduanjin; secondo un'altra tradizione essi deriverebbero dal lavoro dei contadini nei campi.

## Yijinjing 12 figure
Dell'Yijinjing esistono moltissime varianti spesso differenti tra loro per numero di esercizi e per nomenclatura. Quello che segue è un Yijinjing in 12 figure. I nomi italiani sono presi da “Qi Gong” di Carlo Moiraghi ed i corrispettivi cinesi da “Zhongguo chuantong wushu shi”.

| Nomi descritti in “Qi Gong” di Carlo Moiraghi | Corrispettivo in ideogrammi e Pinyin      |
| 1 Wei Tuo offre l'asta                        | 韦参献杵第一式 Wei can xian chu diyi shi  |
| 2 Wei Tuo offre l'asta                        | 韦参献杵第二式 Wei can xian chu dier shi  |
| 3 Wei Tuo offre l'asta                        | 韦参献杵第三式 Wei can xian chu disan shi |
| 4 Sostenere il cielo raccogliere le stelle    | 摘星换斗式 Zhai xing huan dou shi         |
| 5 Tirare a sé le code di nove buoi            | 倒拽九牛尾式 Dao zhuai jiu niuwei shi     |
| 6 Sfoderare gli artigli ed aprire le ali      | 击爪亮翅式 Ji zhao liangchi shi           |
| 7 Nove demoni sfoderano i pugnali             | 九鬼拔马刀式 Jiu gui ba madao shi         |
| 8 Sollevare 3 piatti da terra                 | 三盘落地式 San pan luodi shi              |
| 9 Il drago azzurro allunga le zampe           | 青龙探爪式 Qinglong tan zhao shi          |
| 10 Tigre acquattata balza sulla preda         | 卧虎扑食式 Wohu pushi shi                 |
| 11 Profondo inchino                           | 打躬式 Dagong shi                         |
| 12 Dimenare la coda                           | 掉尾式 Diaowei shi                        |